# Małgorzata Adamkiewicz
Małgorzata Adamkiewicz (* 1966) ist eine polnische Unternehmerin. Sie nimmt Führungsfunktionen in der polnischen Pharma-Unternehmensgruppe Grupa Adamed wahr und gehört – mit ihrem Mann Maciej Adamkiewicz – zu den reichsten Polen. Das Vermögen des Ehepaars wurde in der jährlich aktualisierten Reichen-Liste der polnischen Ausgabe der Zeitschrift Forbes im Jahr 2013 auf rund 275 Millionen Euro geschätzt, womit das Paar den 17. Platz dieser Liste belegte.

## Leben
Die Medizinerin (Promotion im Jahr 2000) studierte an der Fakultät für Pharmazie der Warschauer Medizinischen Universität sowie an der Handelshochschule Stockholm. Sie arbeitete zehn Jahre lang in der Endokrinologie-Klinik des Warschauer Zentrums für Postgraduale Studien (Centrum Medycznego Kształcenia Podyplomowego w Warszawie). Seit 1998 ist sie für Adamed tätig, zunächst in Teilzeit (neben ihrer Arbeit an der Klinik), später vollzeitlich. Als medizinischer Direktor war sie für den Aufbau der Forschungs- und Entwicklungsabteilung bei Adamed verantwortlich. Małgorzata Adamkiewicz ist Generaldirektor (Dyrektor Generalny) der Adamed-Gruppe und Vorstandsmitglied der Adamed Pharma S.A. Bei der Adamed Consumer Healthcare S.A. versieht sie die Funktion eines Aufsichtsratsmitglieds und bei der Pabianickie Zakłady Farmaceutyczne Polfa S.A. ist sie Vorsitzende des Aufsichtsrates.
Adamkiewicz ist Mitglied der International Society of Endocrinology (Endokrinologie). Sie tritt auf nationalen wie internationalen Fachkongressen auf. Im Ranking “Liderzy Biznesu” der polnischen Ausgabe von Forbes im Jahr 2010 wurde sie – gemeinsam mit ihrem Mann – an dritter Stelle gelistet.
Die Adamkiewiczs investieren nicht nur in ihr Pharmageschäft. In Serock errichtete das Ehepaar das Viersterne-Hotel „Narvil“. In dem in der Natur nahe dem Narew gelegenen Tagungs- und Spa-Hotel stehen 332 Zimmer, 32 Konferenzräume (ein 1650 Quadratmeter großer Raum fasst 1000 Teilnehmer), eine Bowlinganlage und Restaurants zur Verfügung.